# Chumby

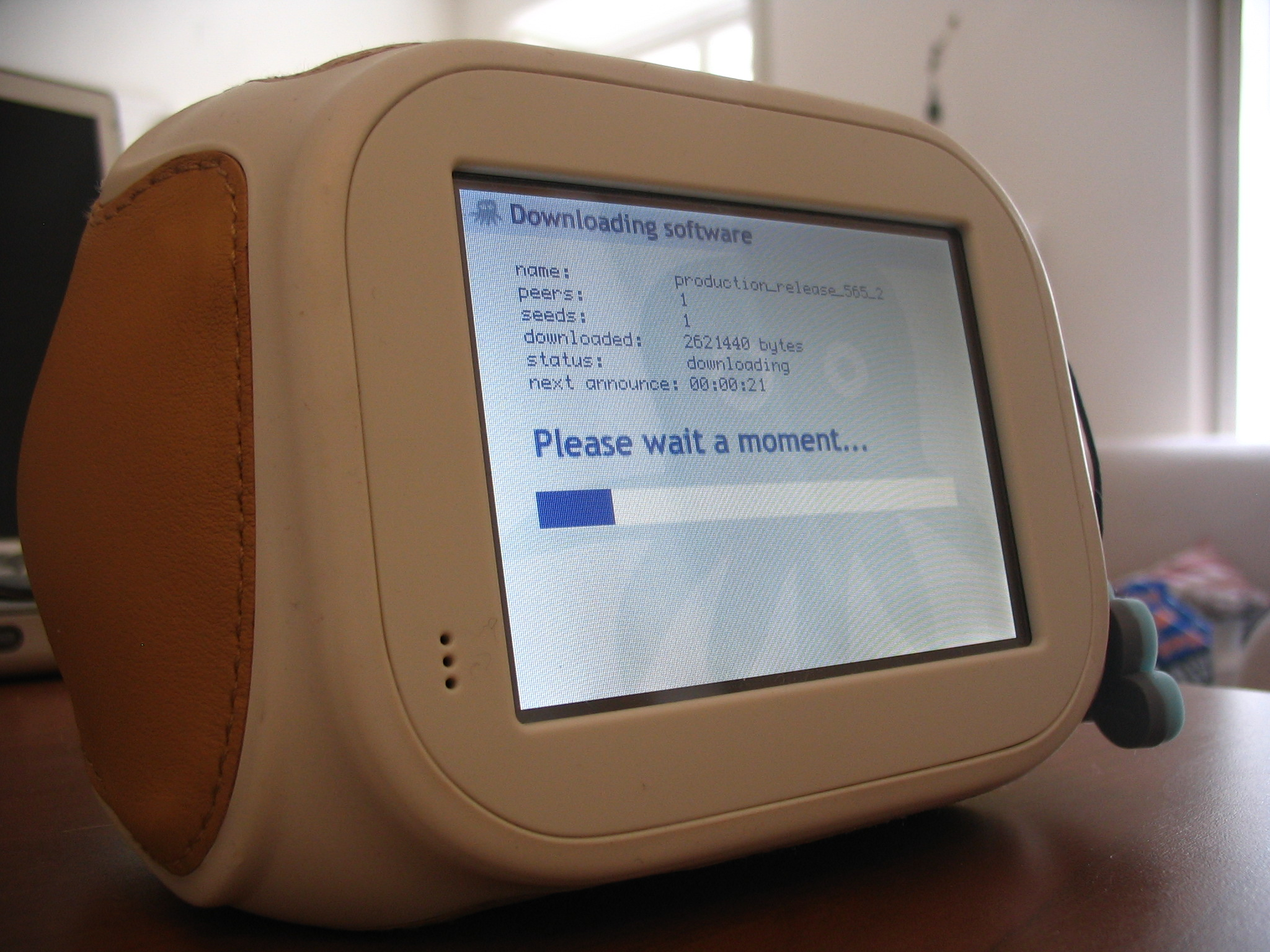
Ein Chumby beim Download von Software

Der Chumby ist ein Unterhaltungselektronikgerät, das bis April 2012 von Chumby Industries, Inc. hergestellt wurde. Er ist ein embedded Computer mit Internet- und LAN-Zugriff über eine WLAN-Verbindung oder einen USB-LAN-Adapter. Über die Netzverbindung kann der Chumby verschiedene Software-Widgets auf Basis von Adobe Flash beziehen.

## Angebot
Angeboten wurde der Chumby als Internet-Radiowecker. In der Standardkonfiguration bietet er neben der Uhrzeit und einer Weckfunktion auch einen aktuellen Wetterbericht, ein Internet-Radio, Allgemeine Nachrichten, Börsenkurse sowie Nachrichten von Freunden.
Durch die freie Verfügbarkeit der Dokumentation und der Software-Quelltexte lässt er sich jedoch umfangreich auf die persönlichen Bedürfnisse anpassen; zahlreiche Widgets standen zum kostenlosen Download zur Verfügung.
Aufgrund der Tatsache, dass die Widgets nicht wie bspw. bei Android-Geräten auf dem Gerät selbst laufen, sondern über das Web bezogen werden, ist der Chumby im Prinzip das Paradebeispiel einer „Tethered Appliance“, d. h. durch Einstellung der Dienstversorgung des Anbieters wird das Gerät weitestgehend wertlos. So geschah es dann auch im Falle des Chumby, als die Herstellerfirma geschlossen wurde und Februar 2013 die Finanzierung für die Dienste nicht mehr gegeben war. Eine Gruppe von Freiwilligen, die den Dienst seit dem Ende von Chumby Industries gepflegt hatte, hält seither einen Rumpfservice aufrecht, der den Geräten erlaubt zu starten und einige Kernfunktionen weiterhin zu nutzen.

## Hardware

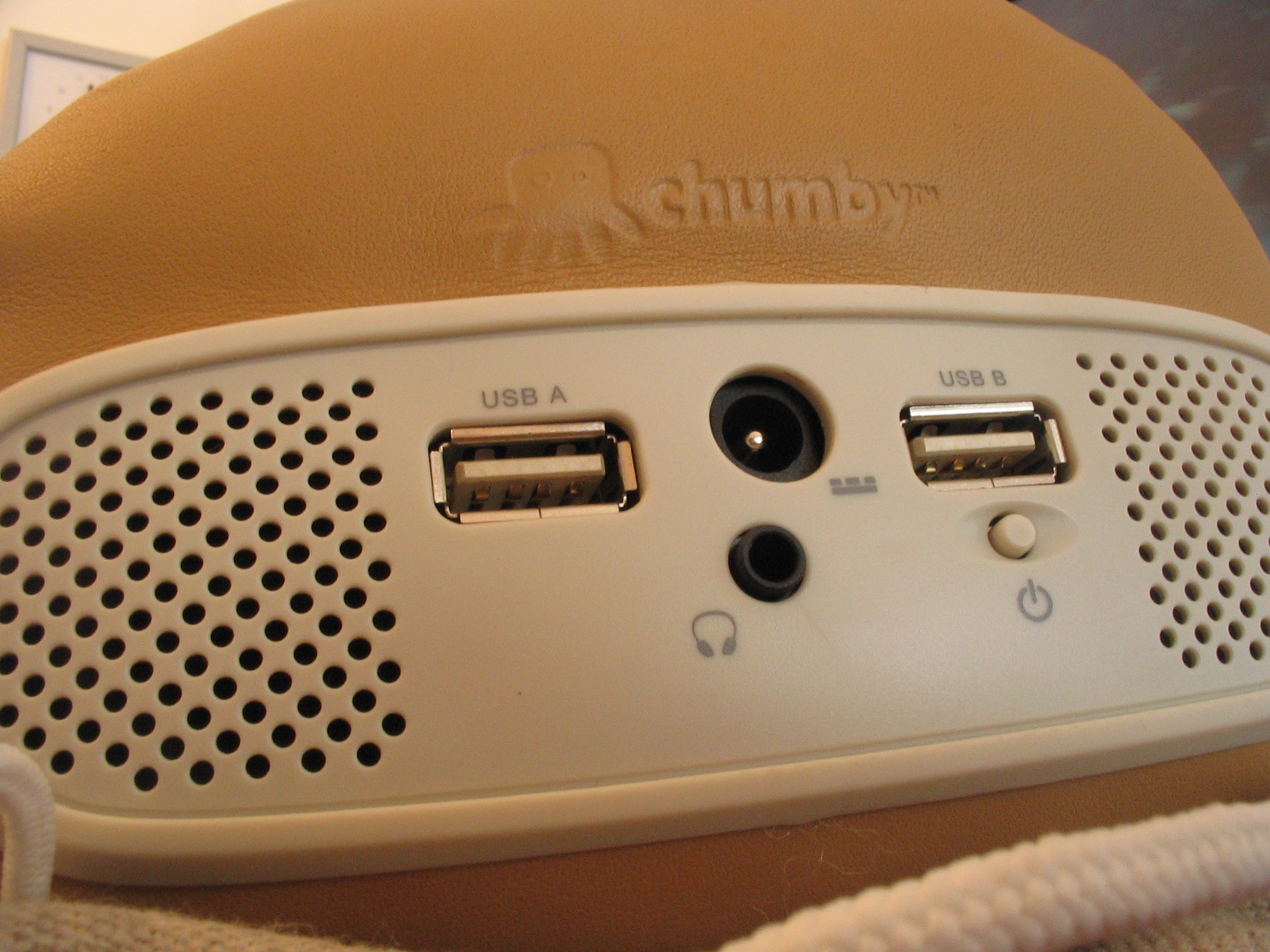
Nahansicht der Rückseite des Original Chumby mit Lautsprechern, 2 USB-Anschlüssen, Kopfhörerbuchse, Einschaltknopf und Stromanschluss

Das Layout der Leiterplatte des Chumby ist unter der Open Hardware Chumby HDK-Lizenz verfügbar. Durch die frei verfügbaren Hardwarespezifikationen gibt es bereits verschiedene Anleitungen für Hardwareerweiterungen.
Der klassische Chumby wird ausschließlich über ein Steckernetzteil versorgt, während der neuere Chumby One zusätzlich über ein Fach für eine Li-Ion-Batterie der Bauart NP-120 verfügt.
Der Chumby hat folgende Ausstattungsmerkmale:

### Original-Chumby
- 350 MHz ARM9-based Freescale i.MX21 Controller
- 64 MB SDRAM
- 64 MB NAND flash ROM
- 320×240 3,5 Zoll Touchscreen TFT LCD mit 12 Frames/s
- Stereo 2W-Lautsprecher, ein Audioausgang, integriertes Mikrofon
- zwei USB 2.0-Anschlüsse
- integriertes WLAN
- Biegesensor für Nutzerinterfacefeatures
- Beschleunigungssensor.

### Chumby One
- 454 MHz ARM-Prozessor
- 64 MB DDR-SDRAM
- 2 GB interne microSD-Karte
- 3,5″-LCD-Farb-Touchscreen
- 2W-Monolautsprecher
- integrierter WLAN-Adapter (802.11 b/g)
- FM-Radiotuner
- aufladbarer Lithium-Ionen-Akku (nicht enthalten); voll geladen für etwa eine Stunde Laufzeit
- 1 USB 2.0 High-Speed Port
- Stereokopfhörerausgang
- Lautstärkeregler
- Beschleunigungssensor
- ABS-Plastikgehäuse
- USB-Ethernet-kompatibel
- dimmbares Hintergrundlicht
- etwa 11 × 9 × 9 cm (B/H/T)

## Software
Als Betriebssystem kommt das quelloffene Linux zum Einsatz. Zusammen mit der embedded Version des Adobe Flash Players sind einige Widgets vorinstalliert. Die Widgets unterstützen auch die Ansteuerung der zugrundeliegenden Hardware und bieten so beispielsweise die Möglichkeit, ein zeitgesteuertes Einschalten des Gerätes oder eine Steuerung der Software über die Beschleunigungs- und Biegesensoren im Gehäuse zu programmieren. Die Software wird unter Einsatz eines BitTorrent-Clients automatisch aktualisiert.
Zur Erstellung eigener Flash-Widgets steht unter Linux die Open-Source-Entwicklungsumgebung Ming zur Verfügung, unter Windows bietet sich die ebenfalls als Open Source verfügbare Software FlashDevelop an.
Über ein verstecktes Menu ist es außerdem möglich, einen SSH-Server auf dem Chumby zu starten und sich dann darauf einzuloggen. Auch kann an den USB-Port eine Tastatur angeschlossen werden, worauf ein Terminal mit einer Root-Kommandozeile erscheint, mit der sich das darauf installierte Linux-System bedienen lässt.